# مؤثر السفر
مؤثر السفر (بالإنجليزية: Travel influencer)‏ هو أحد المشاهير عبر الإنترنت الذين ينشؤون محتوى على وسائل التواصل الاجتماعي حول السفر والسياحة والثقافة، وعادة ما يشاركون تجارب السفر الخاصة بهم. يعتبر محتواها عموماً مصدراً موثوقاً للمعرفة، مما يؤثر على آراء القراء وتصوراتهم للأماكن والتجارب، ويؤثر على قرارات السفر الخاصة بهم و«يغير طريقة تفكيرنا في العالم».
غالبًا ما يتعاونون مع شركات الطيران ووكالات السفر والشركات السياحية والشركات المحلية بغرض الترويج لعلامتهم التجارية أو منتجاتهم أو خدماتهم مقابل مكافأة، وعادةً ما تتضمن السفر المجاني. يولد المؤثرون في مجال السفر دخلاً من خلال عمليات التعاون مع العلامات التجارية والروابط التابعة. يقول العديد من المؤثرين، وخاصة أولئك الذين يعملون على إنستغرام، إن رعاية العلامات التجارية هي مصدر دخلهم الرئيسي.
لقد انتقل التسويق المؤثر من مفهوم هامشي إلى صناعة تبلغ قيمتها حوالي 6.5 مليار دولار في عام 2019. أنفق ما يقرب من نصف المسوقين أكثر من 20% من ميزانيتهم على مشاركات المؤثرين. التسويق المؤثر - عمل العلامات التجارية التي تدفع لمشاهير وسائل التواصل الاجتماعي للإعلان عن +بضاعتهم - أصبح أسلوبًا تسويقيًا راسخًا.

## التاريخ
في مطلع الألفية، تم إنشاء مدونات السفر عادة كهواية من قبل عشاق السفر، أو الذين يتطلعون إلى تسجيل عطلة مفضلة، أو الإبلاغ عن اتجاهات السفر القادمة. سرعان ما سمحت تطورات الإنترنت للمدونين المتمرسين بتحقيق الدخل من محتواهم، ومع ظهور منصات وسائط اجتماعية جديدة مثل إنستغرام وتويتر وفيسبوك ويوتيوب، تمكنوا من الوصول إلى جمهور أوسع. مع نمو نسبة القراء والمتابعين، بدلاً من الإبلاغ عن أحدث اتجاهات السفر، جاءوا لتحديد تلك الاتجاهات، حيث يُنظر إليهم على أنها مصدر مؤثر لمعلومات السفر.
في عام 2017، جمعت مجلة فوربس أول قائمة لأفضل 10 مؤثرين في السفر. ذكرت مجلة فوربس أن أفضل 10 مؤثرين في السفر بلغ إجمالي وصولهم 17,419,000 عبر وسائل التواصل الاجتماعي

## تأثير وباء COVID-19 على المؤثرين على السفر
عانى المؤثرون في مجال السفر من خسارة كبيرة في الأعمال خلال وباء كورونا.  ومع ذلك، فإن الزيادة في العمل عن بُعد أعطت القراء مزيداً من الوقت للتفاعل مع محتوى مؤثري السفر.